# Tamara Ecclestone

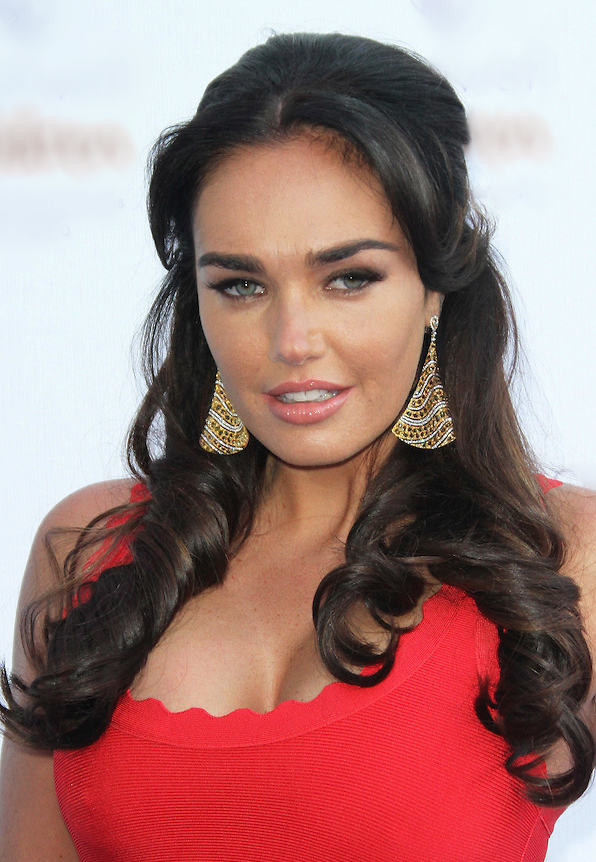
Tamara Ecclestone (2013)

Tamara Ecclestone Rutland (* 28. Juni 1984 in Mailand, Italien) ist eine britische Moderatorin und Model.

## Leben
Ecclestone besuchte die Francis Holland School in London. Sie begann ihre TV-Karriere 2006 bei Channel 4 mit der Moderation des Red Bull Air Race Weltmeisterschaft. Später war sie in eine Vielzahl von Lifestyle- und Glamourproduktionen involviert. Die Formel-1-Weltmeisterschaft 2009 moderierte sie bei Sky Sport.
2011 erschien die Dokusoap Tamara Ecclestone – Billion $$ Girl über sie, im Mai 2013 posierte sie nackt für den Playboy.
Privates
Sie ist Tochter von Bernie Ecclestone, dem ehemaligen Chef der Formel 1, und dem ehemaligen kroatischen Model Slavica Ecclestone.  Ecclestone ist seit 2013 mit Jay Rutland verheiratet. Sie haben zusammen eine Tochter.

## Filmografie (Auswahl)
- 2006: Red Bull Air Race Weltmeisterschaft
- 2009: BRIT Awards
- 2011: Wall of Fame
- 2014: Sweat the Small Stuff
- 2016–18: Loose Women (TV-Serie)